# Silkstone
Silkstone – wieś w Anglii, w hrabstwie ceremonialnym South Yorkshire, w dystrykcie metropolitalnym Barnsley. Leży 20 km na północ od miasta Sheffield i 247 km na północny zachód od Londynu. W 2001 miejscowość liczyła 2954 mieszkańców.